# Карамбола
Карамбо́ла (лат. Averrhoa carambola) — вечнозелёное дерево, произрастающее на Шри-Ланке, в Индии и Индонезии, а ныне также распространённое в Южной и Юго-Восточной Азии, вид рода Аверроа семейства Кисличные.
Акклиматизировано в Бразилии, Гане, Гвиане, во Французской Полинезии, на Сейшельских Островах, в США (в штатах Флорида, Гавайи), Израиле.
|                 |
|                 |
| Плоды карамболы |

## Биологическое описание
Карамбола имеет сложные акациевидные листья до 50 см длиной, розовые цветки. Крона густая, дерево достигает в высоту пять метров.

## Применение
Плоды карамболы известны под названиями «тропические звёзды», «старфруты», обычно жёлтого или жёлто-коричневого цвета. Плод глянцевый жёлто-зелёный ребристый, в поперечном разрезе образующий пятиконечную звезду. Плоды хрустящие, сочные и бывают кисло-сладкие или сладкие с массивными ребристыми наростами. Являются источником витамина С. Период созревания карамболы начинается в мае и заканчивается в августе. Используют карамболу, в основном, для украшений коктейлей или десертов.

## Противопоказания
Людям, страдающим энтероколитом, гастритом или язвенной болезнью желудка и двенадцатиперстной кишки, особенно на острой стадии, есть карамболу не рекомендуется из-за присутствия щавелевой кислоты в значительных концентрациях.
В больших количествах употребление этих фруктов может спровоцировать развитие почечной патологии или привести к нарушению солевого обмена в организме.
Есть сообщения об отравлениях у пациентов на диализе и с нарушениями функций почек, вызванных нейротоксином карамбоксин, содержащимся в плоде. Этот токсин в норме выводится почками, но у пациентов на диализе или страдающих почечной недостаточностью могут развиться тяжёлые симптомы, в некоторых случаях фатальные, после употребления сока фруктов.

## Как домашнее растение
Карамбола легко выращивается из семечка, в домашних условиях обычно образует плакучую форму, неприхотлива и теневынослива, однако боится холодных сквозняков зимой. Полив средний, не влаголюбива, но и не засухоустойчива.

## Ссылка
- Карамбо́ла : [арх. 3 января 2023] / А. Ю. Куленкамп // Большая российская энциклопедия [Электронный ресурс]. — 2016.